# St. Margareta (Großbardorf)

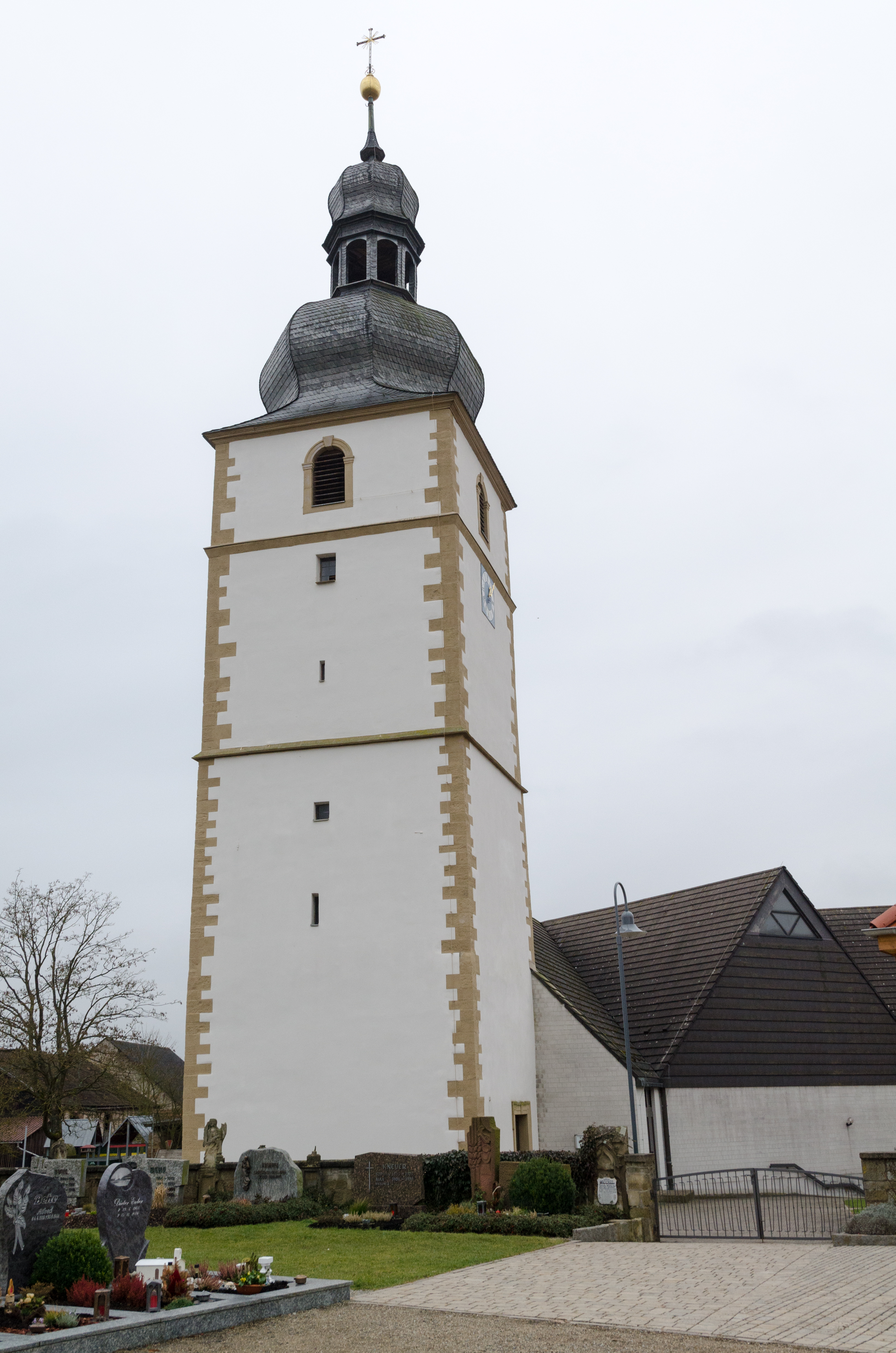
St. Margareta (Großbardorf)

St. Margareta ist eine römisch-katholische Pfarrkirche in Großbardorf, einer Gemeinde im unterfränkischen Landkreis Rhön-Grabfeld in Bayern. Das denkmalgeschützte Bauwerk hat einen ehemaligen Chorturm aus dem 14. Jahrhundert. Die Pfarrei gehört zur Pfarreiengemeinschaft Westliches Grabfeld (Großeibstadt) im Dekanat Bad Neustadt des Bistums Würzburg.

## Beschreibung
Der ehemalige spätgotische Chorturm wurde im 17. Jahrhundert um zwei Geschosse aufgestockt und mit einer Welschen Haube bedeckt. Im obersten Geschoss steht der Glockenstuhl mit vier Glocken. Im darunter liegenden Geschoss ist die Turmuhr eingebaut. An den Chorturm wurde 1615/16 das Langhaus angebaut und im 19. Jahrhundert nach Westen verlängert. 1975/76 wurden zwei Gebäudetrakte an das alte Langhaus angebaut. Aus der ursprünglichen Saalkirche wurden Spolien wie der Hochaltar übernommen. Die Orgel mit 21 Registern, 2 Manualen und Pedal wurde 1978 von Horst Hoffmann errichtet.